# Lars Andreas Østvik
Lars Andreas Østvik (Rana, 18 agosto 1977) è un ex combinatista nordico norvegese.

## Biografia
In Coppa del Mondo esordì il 21 marzo 1999 a Zakopane (5°) e ottenne l'unico podio il 17 marzo 2000 a Sankt Moritz/Santa Caterina Valfurva (3°).
In carriera prese parte a un'edizione dei Giochi olimpici invernali, Salt Lake City 2002 (5° nella gara a squadre), e a una dei Campionati mondiali, Lahti 2001 (29° nell'individuale).

## Palmarès

### Coppa del Mondo
- Miglior piazzamento in classifica generale: 18º nel 2000
- 1 podio (individualie):
  - 1 terzo posto